# Quaschwitz
Quaschwitz est une commune allemande de l'arrondissement de Saale-Orla, Land de Thuringe.

## Géographie
Quaschwitz se situe sur un haut plateau dans les monts de Thuringe, au-dessus de la vallée de l'Orla.
|            | Oberoppurg |       |
| Oberoppurg | Quaschwitz | Weira |
|            | Knau       | Dreba |

## Histoire
Quaschwitz est mentionné pour la première fois en 1350.

## Source, notes et références
- (de) Cet article est partiellement ou en totalité issu de l’article de Wikipédia en allemand intitulé « Quaschwitz » (voir la liste des auteurs).